# Manamadurai
Manamadurai is een panchayatdorp in het district Sivaganga van de Indiase staat Tamil Nadu. 

## Demografie
Volgens de Indiase volkstelling van 2001 wonen er 26.284 mensen in Manamadurai, waarvan 50% mannelijk en 50% vrouwelijk is. De plaats heeft een alfabetiseringsgraad van 74%. 